# Базилдон
Ба́зилдон (англ. Basildon) — город в графстве Эссекс, Англия. Центр одноименного района неметропольного графства. Население — 169 822 человек (2010 год).

## История
Базилдон стал одним из восьми «Новых городов», отстроенных в соответствии с законодательным актом 1946 года в Юго-Восточной части Англии. Сюда из разрушенных войной трущоб внутреннего Лондона переезжали семьи рабочих.

## География
Расположен в 18 километрах к югу от Челмсфорда — главного города графства Эссекс. Расстояние до Лондона небольшое, поездка до него длится около 40 минут.

## Транспорт
Базилдон связан железнодорожной веткой «Лондон, Тилбери и Саутенд», обслуживаемой компанией c2c, со станцией Фенчерч Стрит в Лондоне, а также c Саутендом, Тарроком и другими районами Эссекса.
Основные пути автомобильного сообщения — автодороги «A127» и «A13». «A127» проходит в северной части города и соединяет Ромфорд в Лондоне и Саутэнд-он-Си. «A13» проходит в южной части города, соединяет центр Лондона с городком Шоберинес в юго-восточной части Эссекса.

## Политика
Базилдон является центром одноименного района в неметропольном графстве Эссекс. В этот район, кроме Базилдона, входят города Билэрикей с населением свыше сорока тысяч человек, Уикфорд — свыше тридцати тысяч, Питси — около двадцати пяти тысяч.

## Культура
- В Базилдоне в 1980 году была основана группа «Depeche Mode». Спустя год, в 1981 году, один из основателей «Depeche Mode» Винс Кларк ушёл из группы и организовал коллектив «Yazoo».
- C 1984 по 1998 года в Базилдоне находился спиртзавод, производящий джин Gordon’s.
- В 2003 году в городе был основан музыкальный проект «Kunt and the Gang», эпатирующий публику синглами с неприличными названиями вроде «Use My Arsehole As A Cunt (The Nick Clegg Story)» и «Fucksticks».

## Известные жители
- Брайен Бело — победитель восьмого сезона реалити-шоу «Большой Брат».
- Дэвид Гаан — фронтмен группы «Depeche Mode».
- Мартин Гор — композитор, автор песен, гитарист, клавишник, вокалист, один из основателей группы «Depeche Mode».
- Фредди Иствуд — футболист, нападающий клубов «Саутенд Юнайтед» и «Ковентри Сити».
- Майкл Кайтли — футболист, полузащитник клубов «Вулверхэмптон Уондерерс» и «Грейс Атлетик».
- Даррен Каски — футболист, полузащитник клубов «Рединг» и «Ноттс Каунти».
- Винс Кларк — музыкант, автор песен, один из основателей групп «Depeche Mode» и «Yazoo».
- Терри Марш — боксер, чемпион в легком весе по версии ABA.
- Элисон Мойе — вокалистка, одна из основателей группы «Yazoo».
- Денис ван Оутен — исполнительница роли Рокси Харт в мюзикле «Чикаго».
- Скотт Робинсон — участник бой-бэнда «5ive».
- Кара Тоинто — актриса, победительница восьмого сезона танцевального шоу «Strictly Come Dancing».
- Джеймс Томкинс — футболист, защитник клуба «Вест Хэм Юнайтед».
- Эндрю Джон Флетчер (Флетч) — клавишник, один из основателей группы «Depeche Mode».
- Стюарт Бинэм — профессиональный снукерист, чемпион мира по снукеру (2015).